# The Hissing of Summer Lawns
Albums de Joni Mitchell
Miles of Aisles
(1974) Hejira
(1976)
Singles
1. In France They Kiss on Main Street
Sortie : 1975

The Hissing of Summer Lawns est le septième album studio de Joni Mitchell, sorti en novembre 1975.
Cet album marque un tournant dans la carrière musicale de Joni Mitchell, avec un mélange de folk, jazz et rock. Bien qu'il soit moins commercial que ses enregistrements antérieurs, l'album s'est classé 4e Billboard 200 et a été certifié disque d'or par la Recording Industry Association of America (RIAA) le 4 décembre 1975.
En 1977, Joni Mitchell a été nommée aux Grammy Awards dans la catégorie « meilleure chanteuse pop » pour cet album.

## Liste des titres
Toutes les chansons sont écrites et composées par Joni Mitchell, sauf mention contraire.
| 1. | In France They Kiss on Main Street | 3:19 |
| 2. | The Jungle Line                    | 4:25 |
| 3. | Edith and the Kingpin              | 3:38 |
| 4. | Don't Interrupt the Sorrow         | 4:05 |
| 5. | Shades of Scarlett Conquering      | 4:59 |

| 1. | The Hissing of Summer Lawns | Joni Mitchell, John Guerin                  | 3:01 |
| 2. | The Boho Dance              |                                             | 3:48 |
| 3. | Harry's House / Centerpiece | Joni Mitchell / Jon Hendricks, Harry Edison | 6:48 |
| 4. | Sweet Bird                  |                                             | 4:12 |
| 5. | Shadows and Light           |                                             | 4:19 |

## Personnel
- Joni Mitchell : guitare, piano, synthétiseurs Moog et Farfisa, claviers, harpe, chant
- Graham Nash : chant (piste A1)
- David Crosby : chant (piste A1)
- James Taylor : chant (piste A1), guitare (piste B1)
- Robben Ford : guitare (piste A1), dobro (piste A4), guitare (piste B3)
- Jeff Baxter : guitare (piste A1)
- Larry Carlton : guitare (pistes A3, A4, A5 et B4)
- Victor Feldman : piano (pistes A1 et A5), congas (piste A4), vibraphone (piste A5), claviers (piste B1), percussions (piste B1)
- Joe Sample : piano (piste A3), claviers (piste B3)
- John Guerin : batterie (pistes A1, A3, A4, A5, B1, B2 et B3), moog (piste B1)
- Max Bennett : guitare basse (piste A1, A5, B1, B2 et B3)
- Wilton Felder : guitare basse (pistes A3 et A4)
- The Warrior Drums of Burundi (piste A2)
- Chuck Findley : cor (piste A3), trompette (pistes B1 et B3), bugle (piste B2)
- Bud Shank : saxophone, flûte (pistes A3, B2 et B3)
- Dale Oehler : cordes (piste A5)